# Diphasiastrum ×zeilleri
Espèce
Diphasisatrum ×zeilleri est une espèce de lycopode, hybride naturel, de la sous-famille des Lycopodioidées.

## Taxonomie

### Historique
La découverte de Diphasiastrum ×zeilleri trouve ses racines dans l’étude des Lycopodiaceae au début du XXᵉ siècle. Le botaniste français Camille Flahault est une figure centrale dans l’identification de cet hybride, bien qu'il ait été précédé par les travaux d'autres scientifiques. En 1903, Flahault réalise une série d'observations dans les Hautes-Pyrénées, une région montagneuse où les espèces de Lycopodium prospèrent dans des habitats humides et rocheux .
Cependant, c’est le botaniste Georges Rouy, en 1894, qui avait déjà attiré l’attention sur la présence d’individus hybrides dans cette région, en observant des formes atypiques de Lycopodium alpinum et Lycopodium complanatum. Rouy a été l’un des premiers à suggérer qu’il pourrait s’agir d’un croisement naturel entre ces deux espèces. Bien que ce soit Flahault qui ait formellement identifié et nommé l'hybride, Rouy a joué un rôle important dans l’éveil de l’intérêt pour l’hybridation dans ce groupe de plantes .
Ce n'est que plus tard, à la fin du XXᵉ siècle, que les botanistes Josef Holub et Alain G. Chouard redéfinissent le genre Diphasiastrum et modifient le nom de Lycopodium zeilleri en Diphasiastrum ×zeilleri, suivant une nouvelle classification taxonomique plus précise basée sur des recherches morphologiques et cytologiques ,.

### Étymologie
Le nom de l’espèce est dédié à René Zeiller (1847-1915), botaniste alsacien qui en fit la première récolte dans les Vosges en 1881 .

### Description
Cet hybride représente une forme intermédiaire entre Diphasiastrum complanatum subsp. complanatum et Diphasiastrum tristachyum, et son origine hybride se traduit par la production de spores avortées, dont la proportion peut dépasser les 50 % .

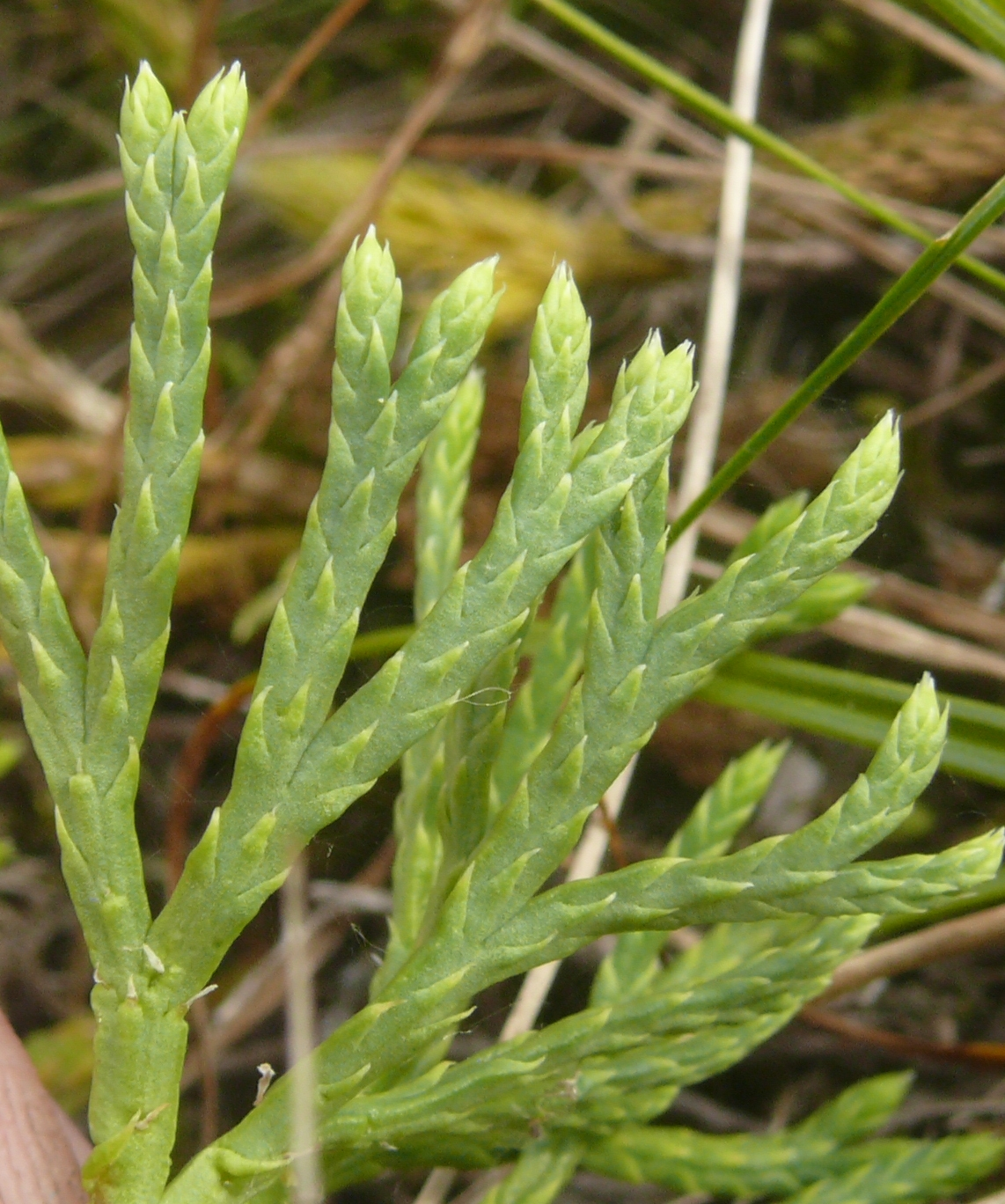
Détail sur les rameaux.

Présent dans quelques rares stations françaises, cet hybride se distingue nettement de D. tristachyum par sa couleur verte intense, ses rameaux relativement larges et fortement aplatis, avec des faces supérieure et inférieure marquée par une différence évidente. De plus, les pédoncules fructifères sont principalement portés par les ramifications latérales des pousses, tandis que l'apex reste végétatif et poursuit sa croissance. La distinction avec D. complanatum subsp. complanatum est plus subtile, se manifestant principalement par des rameaux plus fins, dont les feuilles de la face inférieure sont proportionnellement plus grandes .
En Europe, ainsi que sur certaines récoltes anciennes provenant du massif vosgien, des formes proches de D. tristachyum présentent des pédoncules fructifères alignés avec l’axe des pousses. Ces formes se distinguent cependant par un aplatissement marqué et une plus grande largeur des rameaux, dont les deux faces sont nettement dissemblables, une caractéristique héritée de D. complanatum subsp. complanatum. La variabilité de cet hybride est particulièrement prononcée en Scandinavie, où l’on peut observer une gamme complète de formes intermédiaires entre D. complanatumsubsp. complanatum et D. tristachyum, ces intermédiaires étant parfois plus fréquents que les formes pures, notamment dans le sud de la Finlande .
C'est une plante vivace à fructification estivale, avec des rameaux végétatifs persistants. Cet hybride est diploïde (2n = 46 chromosomes) .

## Distribution et habitat

### Distribution
Cette espèce se rencontre dans les régions tempérées froides d’Europe et d’Amérique du Nord .

#### En Europe
En Europe, l’hybride est présent dans les régions nordiques (Norvège, Suède, Finlande, Danemark, Pays baltes) ainsi que, de manière sporadique, à travers l’Europe moyenne : depuis la Belgique (où il n'est plus observé aujourd'hui) et les Vosges à l’ouest, jusqu'à la Russie et l’Ukraine à l’est. Sa limite méridionale se situe dans les Alpes italiennes, au nord de la plaine du Pô .

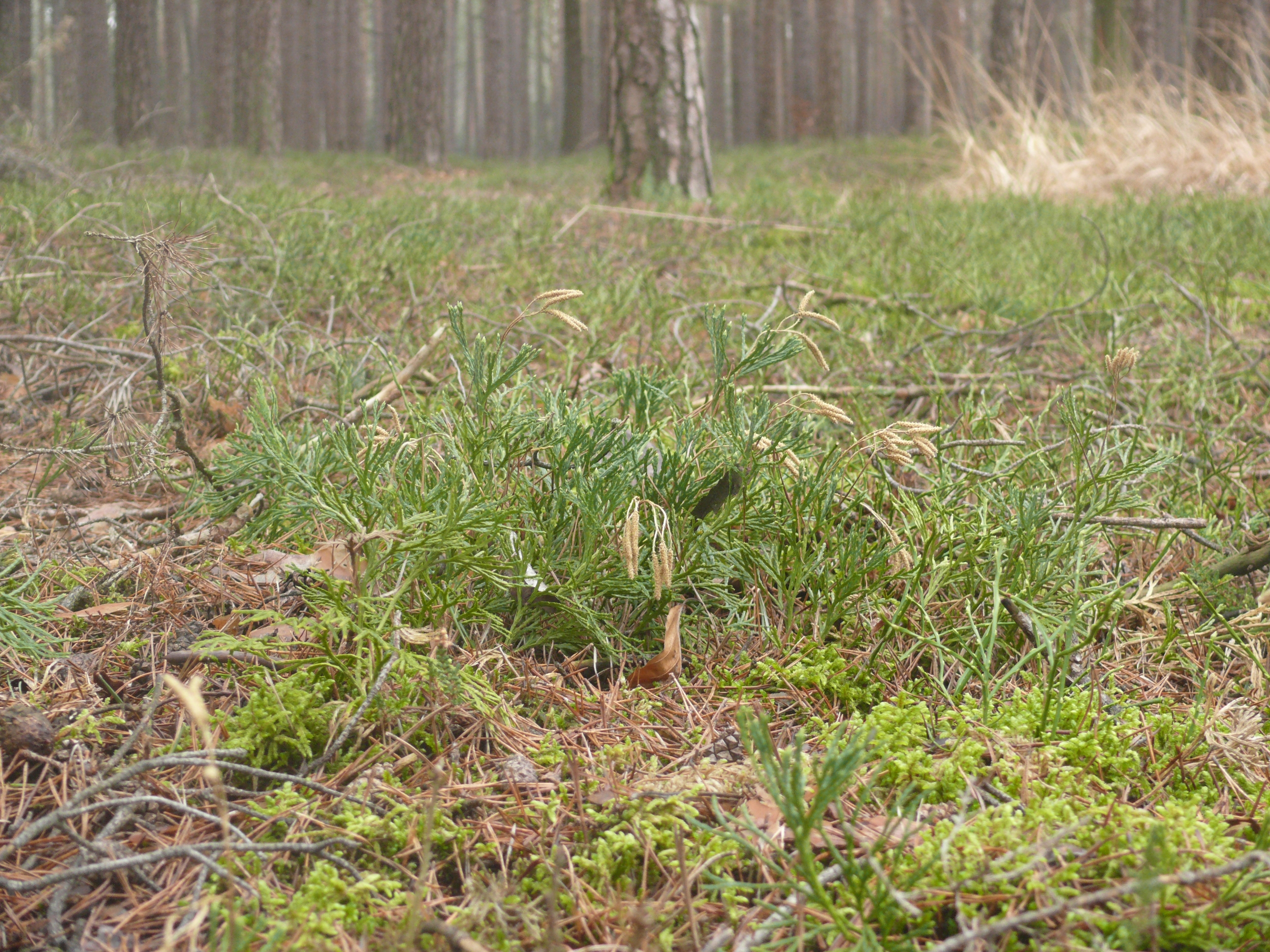
Exemple d’habitat de D.×zeilleri, ici dans la forêt de Franconie

En France, Diphasiastrum ×zeilleri est actuellement connu seulement en quelques stations du massif vosgien, principalement sur le versant alsacien. On l’y observe dans les landes ou sur les talus de pistes forestières des Vosges du Nord (Moselle, où il n’a été identifié de manière certaine qu’en 2004, et Bas-Rhin) ainsi que dans les sous-bois clairs autour de Sainte-Marie-aux-Mines (Haut-Rhin). Il a également été découvert récemment sur le versant lorrain : près d’Épinal en 2010 et vers Lubine en 2013 (Vosges). D’autres stations existaient autrefois, tant sur le versant alsacien que sur le versant lorrain du massif, ainsi que dans le Territoire de Belfort. Une récolte ancienne, effectuée au XIXᵉ siècle dans les environs de Paris, reste sujette à confirmation .

#### Hors d'Europe
En dehors de l’Europe, l’espèce est également présente en Amérique du Nord, principalement au Canada, dans les régions où les deux espèces parentales coexistent .

### Habitat
Cet hybride colonise les sols acides et bien drainés, dans des milieux ouverts : landes à callune et myrtille, mais aussi forêts claires, bords de chemins forestiers et clairières. Il pousse à basse altitude en Europe du Nord, tandis qu’il est cantonné aux moyennes montagnes plus au sud .